# Thyas rivalis
Thyas rivalis är en kvalsterart som beskrevs av Koenike 1912. Thyas rivalis ingår i släktet Thyas och familjen Thyasidae. Inga underarter finns listade i Catalogue of Life.